# Serutavata de Mágada
Serutavata foi um rei semilendário da dinastia de Briadrata que governou sobre Mágada em sucessão de Somapi, seu pai. Reinou entre 1 215 e 1 193 a.C., segundo algumas reconstituições. Foi sucedido por seu filho Aiutaius.